# Thomas Arnold (pilot de bob)
Thomas Alfred Arnold (5 de maig de 1901 -) va ser un pilot de bobsleigh britànic, que va competir a començaments del segle xx.
El 1924 va prendre part en els Jocs Olímpics de Chamonix, on guanyà la medalla de plata en la prova de bobs a 4 formant equip amb Ralph Broome, Alexander Richardson i Rodney Soher.